# 蘭魯斯特
蘭魯斯特（英語：Llanrwst），在英國威爾斯A470公路與康維河旁邊的一個集鎮。它因為羊毛的貿易而發展起來，並因製作豎琴和鐘錶而聞名。時至今日已經轉型為以旅遊業為主的小鎮。著名的建築包括濟貧院、兩座17世紀興建的的教堂，以及安放著盧埃林大帝石棺的聖格魯斯特教堂。2011年人口普查顯示人口為3,323人。

## 外部連結
- A Vision of Britain Through Time （页面存档备份，存于）
- British Listed Buildings （页面存档备份，存于）
- Clwyd Churches （页面存档备份，存于）
- Genuki （页面存档备份，存于）
- Geograph （页面存档备份，存于）
- Office for National Statistics （页面存档备份，存于）